# Антроповское
Антроповское — деревня в Ивняковском сельском поселении Ярославского района Ярославской области России.

## География
Деревня расположена на правом берегу реки Пахма. В 400 метрах протекает одноименная река. На севере от деревни находится Котельницы, на юге — Юркино, на западе — Богослов, на востоке — Леонтьевское.

## История
В 2006 году деревня вошла в состав Ивняковского сельского поселения образованного в результате слияния Ивняковского и Бекреневского сельсоветов.

## Население
| 2007 | 2010 |
| ---- | ---- |
| 0    | →0   |

### Историческая численность населения
По состоянию на 1859 год в деревне было 4 домов и проживало 36 человек.
По состоянию на 1989 год в деревне проживало 14 человек.

### Национальный и гендерный состав
Согласно результатам переписи 2002 года, в национальной структуре населения русские составляли 100 % из 3 чел., из них 2 мужчины, 1 женщина.

## Инфраструктура
Основа экономики — личное подсобное хозяйство. По состоянию на 2021 год насчитывает 16 домов. Большинство домов используется жителями для постоянного проживания и проживания в летний период. Вода добывается жителями из личных колодцев. Ближайший магазин находится в селе Богослов.
Почтовое отделение №150507, расположенное в посёлеке Ивняки, на март 2022 года обслуживает в деревне 16 домов.

## Транспорт
Антроповское расположено в 8,1 км от деревни Ивановский Перевоз. По направлению на Курбу идёт асфальтовая дорога низкого качества, а до самой деревни — грунтовая.
В 1 км от деревни находится остановка «Юркино», через которую проходят маршруты №№ 154 Ярославль-Главный — Ширинье, 154К Ярославль-Главный — Ширинье (через Курбу).